# El Pao de Barcelona
Pour les articles homonymes, voir El Pao.
El Pao de Barcelona, ou simplement El Pao, est la capitale de la paroisse civile d'El Pao de la municipalité de Francisco de Mirandal dans l'Anzoátegui au Venezuela.